# Heinz von Allmen
Heinz von Allmen (ur. 10 sierpnia 1913 w Wengen, zm. 11 listopada 2003 w Lauterbrunnen) – szwajcarski narciarz alpejski, czterokrotny medalista mistrzostw świata. 
Wziął udział w mistrzostwach świata w Sankt Moritz w 1934 roku, zdobywając dwa medale. Najpierw zajął trzecie miejsce w zjeździe, przegrywając tylko ze swym rodakiem - Davidem Zoggiem i reprezentującym III Rzeszę Franzem Pfnürem. Następnie zajął szóste miejsce, jednak w kombinacji także był trzeci, ponownie za Zoggiem i Pfnürem. Na rozgrywanych dwa lata później mistrzostwach świata w Innsbrucku ponownie był trzeci w zjeździe. Tym razem wyprzedzili go tylko kolejny Szwajcar - Rudolf Rominger oraz Włoch Giacinto Sertorelli. Dzień później był czwarty w slalomie, przegrywając walkę o medal z Romingerem o 0,2 sekundy. W kombinacji wywalczył srebrny medal, plasując się za Romingerem a przed Austriakiem Eberhardem Kneislem. Blisko kolejnego medalu był podczas mistrzostw świata w Chamonix w 1937 roku, gdzie był czwarty w kombinacji, zajmując uprzednio szóste miejsce zarówno w zjeździe jak i slalomie. Ostatecznie w walce o podium lepszy okazał się jego rodak - Willi Steuri. Brał też udział w mistrzostwach świata w Engelbergu w 1938 roku, gdzie zajął 14. miejsce w zjeździe oraz 9. w slalomie i kombinacji.

## Osiągnięcia

### Mistrzostwa świata
| Miejsce | Dzień     | Rok  | Miejscowość  | Konkurencja | Czas biegu | Strata    | Zwycięzca       |
| ------- | --------- | ---- | ------------ | ----------- | ---------- | --------- | --------------- |
| 3.      | 15 lutego | 1934 | Sankt Moritz | Zjazd       | 4:27,2     | +25,4     | David Zogg      |
| 6.      | 17 lutego | 1934 | Sankt Moritz | Slalom      | 1:49,0     | +4,2      | Franz Pfnür     |
| 3.      | 17 lutego | 1934 | Sankt Moritz | Kombinacja  | 99,23 pkt  | -5,43 pkt | David Zogg      |
| 3.      | 21 lutego | 1936 | Innsbruck    | Zjazd       | 4:29,8     | +13,8     | Rudolf Rominger |
| 4.      | 22 lutego | 1936 | Innsbruck    | Slalom      | 2:18,1     | +4,4      | Rudolph Matt    |
| 2.      | 21 lutego | 1936 | Innsbruck    | Kombinacja  | 443,4 pkt  | +14,1 pkt | Rudolf Rominger |
| 6.      | 13 lutego | 1937 | Chamonix     | Zjazd       | 4:03,4     | +21,2     | Émile Allais    |
| 6.      | 15 lutego | 1937 | Chamonix     | Slalom      | 2:10,8     | +8,6      | Émile Allais    |
| 4.      | 15 lutego | 1937 | Chamonix     | Kombinacja  | 400,4 pkt  | +31,4 pkt | Émile Allais    |
| 14.     | 5 marca   | 1938 | Engelberg    | Zjazd       | 3:17,8     | +23,8     | James Couttet   |
| 9.      | 6 marca   | 1938 | Engelberg    | Slalom      | 3:03,4     | +17,0     | Rudolf Rominger |
| 9.      | 6 marca   | 1938 | Engelberg    | Kombinacja  | 331 pkt    | +31 pkt   | Émile Allais    |